# Diocèse de Cornouaille

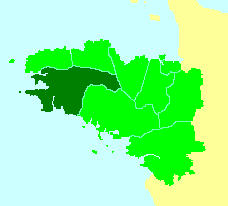
Carte du diocèse de Cornouaille à l'échelle de la Bretagne

Le diocèse de Cornouaille ou évêché de Cornouaille est un ancien diocèse de l'Église catholique en France.
Il est un des neuf diocèses ou évêchés historiques de la Bretagne historique, dont le territoire était constitué par le pays de Cornouaille.
L'évêque qui siégeait à Quimper était titré « évêque de Cornouaille » depuis les origines. 

## Présentation
Au Moyen Âge le diocèse de Cornouaille était divisé en deux doyennés, celui de Poher et celui de Cornouaille. 
Le chapitre épiscopal comprenait deux archidiacres, l'un pour la Cornouaille proprement dite (régions de Quimper et de Châteaulin) et l'autre pour le Poher ou Haute-Cornouaille (région de Carhaix), un chantre, un trésorier, un théologal et douze chanoines. Il était le moins riche de toute la Bretagne.
Le domaine seigneurial de l'évêché de Cornouaille était petit, comprenant des fours, des moulins, deux métairies, quelques prairies et le manoir de Menescop en Plomodiern, mais son fief s'étendait sur des portions de 25 paroisses. 
À la suite de la Constitution civile du clergé de 1791, puis du concordat du 29 novembre 1801, les diocèses bretons sont réorganisés afin qu'ils correspondent aux limites départementales. Si le diocèse de Cornouaille perd une part importante de sa partie orientale au profit du Diocèse de Vannes et du nouveau Diocèse de Saint-Brieuc et Tréguier, il se voit par contre rattaché le diocèse de Saint-Pol-de-Léon et une partie du l'ancien diocèse de Tréguier, formant ainsi l'actuel diocèse de Quimper et Léon.

## Subdivisions

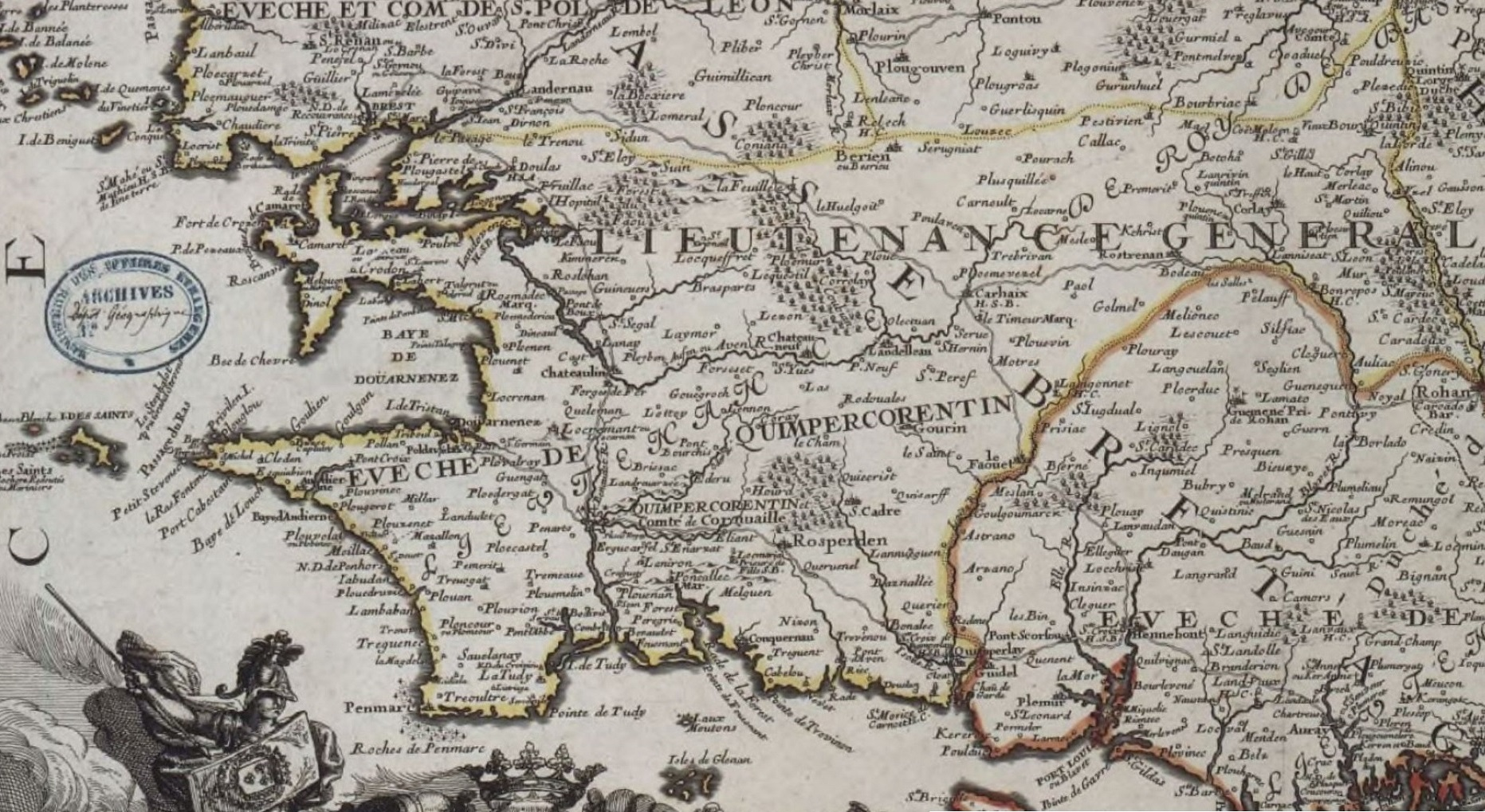
L'évêché de Quimper-Corentin (carte du duché de Bretagne de Jean-Baptiste Nolin publiée en 1695)

L'évêché de Cornouaille comportait : 
- deux archidiaconés
  - Cornouaille qui comprenait les districts de Cap Sizun, Fouesnant, Concarneau, Quimperlé, Gourin et Coray ;
  - Poher, qui comprenait les districts de Poher, Huelgoat, Châteauneuf-du-Faou et Châteaulin[3]..
- huit doyennés :
  - Doyenné du Faou
  - Doyenné de Porzay
  - Doyenné du Cap Sizun
  - Doyenné du Cap-Caval
  - Doyenné du Poher
  - Doyenné de Gourin
  - Doyenné de Concarneau
  - Doyenné de Quimperlé

Ainsi que 8 abbayes, 14 prieurés et 1 collégiale.